# Kurt von Plato

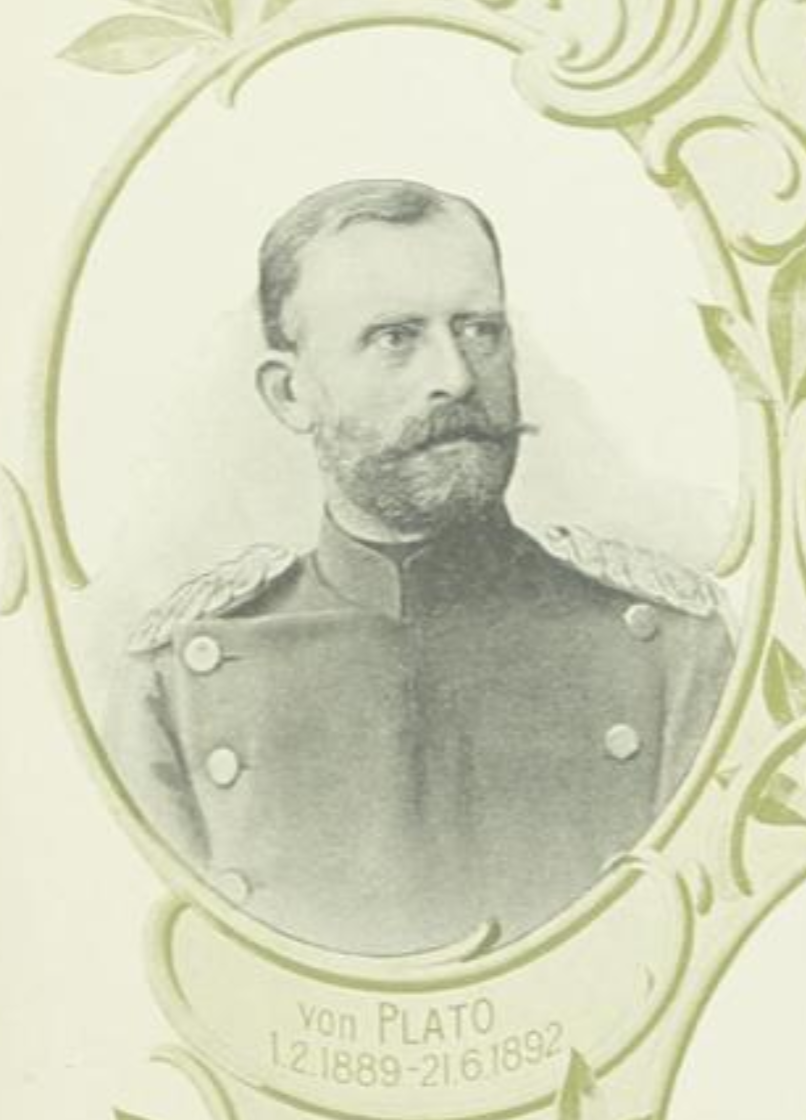
Kurt von Plato

Kurt Ido Karl von Plato (* 1840 in Hitzacker; † April 1924 in Grabow) war ein sächsischer Generalmajor.

## Leben

### Herkunft
Kurt von Plato entstammte dem alten niedersächsischen Adelsgeschlecht von Plato.

### Karriere
Kurt von Plato trat in die königlich-hannoversche Armee des Königreich Hannovers ein und avancierte 1858 zum Fähnrich, sowie im selben Jahre noch zum Sekondeleutnant. 1862 wurde er zum Premierleutnant befördert. Er beteiligte sich mit seinem Regiment am Krieg gegen Preußen und trat im Jahre 1867 nach der Niederlage und Annexion des Königreich Hannovers und Auflösung der hannoverschen Armee unter Beibehaltung seines Ranges (Patent vom 8. Juni 1865) in das 1. Königlich Sächsische Leib-Grenadier-Regiment Nr. 100 der Sächsischen Armee in Dresden ein. Er wurde am 10. Juli 1868 zum Hauptmann und Kompaniechef beim Grenadier-Regiment „Kaiser Wilhelm, König von Preußen“ (2. Königlich Sächsisches) Nr. 101 befördert, machte den Krieg gegen Frankreich im Regiment mit und wurde für sein Wirken mit dem Eisernen Kreuz II. Klasse ausgezeichnet. Er wurde später auch mit dem Roten Adlerorden IV. Klasse ausgezeichnet.
Nach Beförderung zum Major am 20. April 1878 wurde er als etatsmäßiger Stabsoffizier dem Infanterie-Regiment „Kronprinz“ (5. Königlich Sächsisches) Nr. 104 unter Oberst Anton Maria von Cerrini di Monte Varchi zugeteilt. 1880 wurde er von dieser Position entbunden, zum Kommandeur des II. Bataillons des Königlich Sächsischen 6. Infanterie-Regiment Nr. 105 „König Wilhelm II. von Württemberg“ ernannt und im selben Jahre auch mit dem Dienstauszeichnungskreuz ausgezeichnet. Nach weiterer Beförderung zum Oberstleutnant am 18. September 1885 kam er als etatsmäßiger Stabsoffizier zum 10. Königlich Sächsischen Infanterie-Regiment Nr. 134 in Leipzig. Er wurde darauf als Regimentskommandeur des 11. Königlich Sächsischen Infanterie-Regiment Nr. 139 in Döbeln verwendet und avancierte in dieser Position am 1. Februar 1889 zum Oberst. Unter Beförderung zum Generalmajor wurde er im Jahre 1891 Kommandeur der 4. Infanterie-Brigade in Leipzig. Am 30. Juni 1893 wurde er unter Genehmigung seines Abschiedsgesuchs zur Disposition gestellt.
Er gehörte zu einem der ersten Deutschen, die sich des niedrigen Zweirades (Rover) bedienten. Aufgrund seines 60-jährigen Militärjubiläums erhielt er im April 1918 ein Glückwunschtelegramm vom sächsischen König Georg. Seine Tochter Helene heiratete den späteren Generalmajor Otto von Welck.